# Hedwig Kallmeyer
Hedwig „Hede“ Kallmeyer, geborene Simon (geboren 16. Juli 1881 in Stuttgart; gestorben 23. Juni 1976 im Chiemgau) war eine deutsche Reformpädagogin, Gymnastikausbilderin und Bewegungstherapeutin. Sie führte mit Bess Mensendieck die von Genevieve Stebbins in den Vereinigten Staaten von Amerika entwickelte Harmonische Gymnastik in Deutschland ein, die das Ziel verfolgte, den eigenen Körper nach einem ganzheitlichen, natürlichen Prinzip zu kontrollieren. Hedwig Kallmeyer gehörte mit Bess Mensendieck, Clara Schlaffhorst und Hedwig Andersen zu den ersten Ausbilderinnen für Atem- und Leibpädagogik in Deutschland.

## Leben

### Jugend und Ausbildung
Hedwig Simon wurde in Stuttgart als jüngstes Kind ihrer Familie geboren. Sie ist die Tochter von Hans Simon und Ida Simon, geborene Spring. Ihr Vater war Gummifabrikant und starb früh.
Nachdem sie 1901 einen Vortrag von Helen Densmore, einer Schülerin von Genevieve Stebbins gehört hatte, nahm sie sofort 20 Privatstunden bei ihr und bekam das Buch The Genevieve Stebbins System of Physical Training. Die Lektüre von Stebbins Buch beeindruckte sie derart, dass sie es ins Deutsche übersetzte, dabei aber feststellte, dass sie nicht alles verstand und dazu noch mehr Unterricht benötige. Jedoch war Helen Densmore inzwischen wieder abgereist.
Später las sie das Buch Die Kultur des weiblichen Körpers als Grundlage der Frauenkleidung von Paul Schultze-Naumburg, der, beeinflusst von der damaligen Reformbewegung, Korsetts und ähnliche unbequeme weibliche Kleidungsstücke stark kritisierte und stattdessen einen natürlichen Körper und stärkende Gymnastik als Alternative propagierte. Sie selbst legte daraufhin, als eine der ersten in Stuttgart, das Korsett ab, erlebte aber eine starke negative Reaktion ihrer Umgebung darauf. Sie wurde als „vulgär und revolutionär“ betrachtet und fand keinen Tanzpartner mehr.
Kallmeyer wollte in den Vereinigten Staaten studieren, aber ihre Familie erlaubte ihr nur, nach England zu reisen. Sie war jedoch unzufrieden mit dem Calisthenics-Unterricht, den sie dort erhielt. Er war am Ballettunterricht orientiert. Die Lehrerinnen trugen bei ihren Übungen Korsetts. Kallmeyer war der Ansicht, dass sie das Konzept der „Bewegung in einem freien Körper“ nicht verstanden. Weil sie sich weigerte, mit Korsett zu tanzen oder die Füße auszudrehen, wie beim Ballett, erhielt sie nach einem Jahr Ausbildung keine Lehrerlizenz.
Sie wandte sich direkt an Genevieve Stebbins, wurde als Schülerin akzeptiert und ihre Familie gab schließlich ihr Einverständnis. Am 2. Oktober 1906 reiste Kallmeyer mit dem Schiff nach New York. In Stebbins School of Expression bot zwei Lehrgänge an: einen für Stimmbildung, öffentliches Sprechen und Theater und einen für Gymnastik. Die einjährigen Lehrgänge sollten hintereinander besucht werden. Trotz sprachlicher Schwierigkeiten besuchte Kallmeyer aus finanziellen Gründen beide Kurse gleichzeitig. Im Jahr 1907 erhielt sie beide Diplome und folgte Stebbins, die sich in England erholen wollte, nach Dittisham in Südengland. Kallmeyer und Stebbins arbeiteten in eine Zeit lang zusammen.

### Geldverdienst
Kallmeyer kehrte schließlich nach Stuttgart zurück und wollte Unterricht nehmen bei Émile Jaques-Dalcroze, der die rhythmische Gymnastik entwickelt hatte. Aber ihre Mutter, die nicht über entsprechende finanzielle Mittel verfügte, drängte sie dazu, zu arbeiten. So nahm sie Jobs als Sportlehrerin an, was eigentlich gegen ihre Prinzipien verstieß.

### Eigene Gymnastikschulen
Im Jahr 1909 heiratete Hedwig Simon Ernst Kallmeyer und zog mit ihm nach Berlin. Sie schrieb mit ihm ein Buch über Gymnastik, das 1910 erschien. Die beiden pflegten eine enge Freundschaft mit dem Maler Fidus und der Schriftstellerin Gertrud Prellwitz. Im Jahr 1909 eröffnete sie die Gymnastikschule „Künstlerische Gymnastik nach G. Stebbins“ und bekam ihre erste Tochter. Ihre Kurse dauerten zunächst sechs Monate, bald verlängerte sie sie jedoch auf zwei Jahre. Die von ihr verfolgte Tradition des Frauenturnens, die sich auf François Delsarte, Genevieve Stebbins und Bess Mensendieck stützte, wurde nackt ausgeführt, eine Praxis, die von ihren Schülerinnen Gertrud Leistikow, Hedwig von Rohden und Elsa Gindler fortgeführt wurde. Die beiden letztgenannten gründeten ihre eigenen Schulen, die stark von Kallmeyer beeinflusst waren.
Kallmeyer präsentierte ihre Arbeit auf einer großen Konferenz in Berlin, wo ihre Schülerinnen Gertrud von Hollander und Hedwig von Rohden die Gymnastikeinheiten vorstellten. 1915 ließ sie sich scheiden und zog 1917 wegen des Krieges nach Breslau. Von dort aus gab sie Kurse in Nieder-Schreiberhau, während sie bei Gertrud Prellwitz wohnte, und in Hiddensee. In Breslau lernte sie Friede Lauterbach kennen und gründete mit ihr die Kallmeyer-Lauterbach-Schule, deren Leitung die beiden gemeinsam bis 1938 innehatten. In Breslau nahmen sie viele Kinder in ihre Kurse auf, die von Kinderärzten überwiesen wurden, und in einer nahe gelegenen Privatschule ersetzten ihre Methoden das traditionelle Turnen. Von 1919 bis 1931 hatte die Schule in Berlin ihren Sitz.
Nach 1924 wurde die Gymnastik unter dem Einfluss von Fritz Giese auf beide Geschlechter ausgedehnt, wobei die Idee war, dass Gymnastik nicht nur Kraft, sondern auch Schönheit schaffen sollte. 1925 gründeten die Leiter der Berliner Gymnastikschulen Bess Mensendieck, Hedwig Kallmeyer, Louise Langgaard, Hedwig von Rohden, Elsa Gindler, Ulrich Bode und Rudolf von Laban den Deutschen Gymnastikbund, kurz: DGymB, als Berufsvertretung, dessen Mitglieder darauf hinarbeiteten, dass Sport- und Gymnastiklehrer als staatlich geprüfter Beruf anerkannt werde. Den Vorsitz übernahm Franz Hilker.
Mitte der 1920er Jahre lernte Kallmeyer den Reformpädagogen Hermann Harless kennen, mit dem sie einen Sommer lang in einem Sanatorium in Wyk auf Föhr gearbeitet hatte. 1933 schickte er seine Tochter Ruth wegen eines Rückenleidens nach Berlin, um sie von ihr behandeln zu lassen. Danach ließ sich Ruth von ihr ausbilden. Harless lud Kallmeyer und Lauterbach schließlich ein, an seiner Mädchenschule in der Burg Marquartstein zu unterrichten. So zogen Kallmeyer und Lauterbach mit ihrer Schule 1934 von Berlin nach Bayern. Die beiden Frauen richteten neben dem Unterricht in der Schule das Ausbildungsseminar, die Kallmeyer-Lauterbach-Schule, in einem großen Gymnastikraum der Burg ein. Friede Lauterbach spielte eine wichtige Rolle bei der Transformation und Anpassung des amerikanischen Materials von Stebbins an die deutsche Kultur und übernahm von 1937 bis 1938 den Ausbildungsunterricht in Marquartstein. 1939 verließ sie die Schulleitung, zog nach Hamburg um und unterrichtete in einer Privatpraxis Atem- und Bewegungslehre bis zu ihrem Tod 1956.
Kallmeyer blieb bis zu ihrem Tod im Jahr 1976 auf Burg Marquartstein und unterhielt eine eigene Praxis. In ihrem Privatunterricht spezialisierte sich Kallmeyer auf Geburtsvor- und -nachbereitung und auf Probleme wie Gebärmuttersenkung.

### Privates
Hedwig und Ernst Kallmeyer waren von 1909 bis 1915 verheiratet und hatten vier Töchter.

## Bedeutung
Als eine der ersten Ausbilderinnen in Atem- und Bewegungstherapie hat Kallmeyer die nachfolgenden Generationen von Gymnastiklehrerinnen geprägt.
Die Bibliothek für Bildungsgeschichtliche Forschung (BBF) des Leibniz-Instituts für Bildungsforschung und Bildungsinformatik (DIPF) bezeichnet Kallmeyer mit Elfriede Hengstenberg und Miriam Goldberg in die wichtigen Protagonistinnen der Körperkulturbewegung und der Bewegungserziehung in der Weimarer Republik. In den Räumen des BBF kuratierte die Bewegungspädagogin Gerburg Fuchs 2022 die Ausstellung „Spürst Du Deinen Körper atmen? Die „künstlerische Gymnastik“ von Hedwig Kallmeyer (1881–1976)“, die wegen des Erfolgs verlängert wurde.

## Veröffentlichungen
Monografien
- Hade Kallmeyer, Ernst Kallmeyer: Künstlerische Gymnastik, harmonische Körperkultur nach dem amerikanischen System Stebbins-Kallmeyer. Kulturverlag, Schlachtensee-Berlin 1910, OCLC 699211891.
- Hade Kallmeyer: Harmonische Gymnastik. System Kallmeyer. 2. Auflage. Kulturverlag, Berlin 1910.
- Hade Kallmeyer: Schönheit und Gesundheit durch Gymnastik nach der Methode Stebbins-Kallmeyer. Mit 47 künstlerischen Abbildungen. 2. Auflage. Kulturverlag, Berlin-Schlachtensee 1911, OCLC 1106945716.
- Seminar für Harmonische Gymnastik Kallmeyer: Lehrerin der harmonischen Gymnastik: ein neuer Frauenberuf. 2. Auflage. Kulturverlag, Berlin-Zehlendorf 1912, OCLC 21472839.
- Hade Kallmeyer: Künstlerische Gymnastik. Kultur-Verlag, Schlachtensee-Berlin 1920, OCLC 1106846863.
- Hede Kallmeyer: Heilkraft durch Atem und Bewegung: Erfahrungen eines Lebens für die Gymnastik. 3. Auflage. Haug, Heidelberg 1981, ISBN 3-7760-0346-4 (Erstausgabe:  1970).

Artikel
- Hedwig Kallmeyer-Simon: Aus der Arbeit von Geneviève Stebbins. In: Gymnastik. 1926, S. 74–82.
- Hedwig Kallmeyer-Simon: Körpererziehung und Ausdrucksgestaltung. In: Gymnastik. 1926, S. 185–191.